# Eloeophila subdilata
Eloeophila subdilata är en tvåvingeart som först beskrevs av Alexander 1972.  Eloeophila subdilata ingår i släktet Eloeophila och familjen småharkrankar. Inga underarter finns listade i Catalogue of Life.